# Мукрин ибн Абдулазиз ел Сауд
Мукрин ибн Абд ел-Азиз ел Сауд (арап. مقرن بن عبد العزيز ال سعود; Таиф, 15. септембар 1945) је 35. син краља Ибн Сауда. Био је накратко престолонаследник Саудијске Арабије од 23. јануара до 29. априла 2015. године, током прва три месеца владавине његовог полубрата краља Салмана.

## Биографија
Принц Мукрин је током свог детињства школован на Институту за моделе Ел-Асема, а затим је завршио средње образовање на Исламском институту у Меки. Од 1966. године принц Мукрин је студирао на британском краљевском ваздухопловном колеџу Кранвел. Након што је тамо дипломирао, унапређен је у чин капетана 1968. године. Од 1969. обучавао се за модерне борбене авионе у бази ваздухопловства Дахран. Од 1970. служио је у 2. ваздухопловној ескадрили. Године 1973. унапређен је у мајора и обављао дужност инструктора летења. Године 1975. именован је за пуковника (командант 7. ваздухопловне ескадриле) у ваздухопловним снагама Саудијске Арабије након што је завршио диплому из аеродинамике у Великој Британији. Принца Мукрина је наследио његов старији полубрат, краљ Халид 1977. године, унапређен је у чин генерала и служио је као заменик директора за операције и планирање у ваздухопловству Саудијске Арабије. Краљ Халид га је 18. марта 1980. године, именовао за гувернера провинције Хаил..